# Valdivienne
Valdivienne – miejscowość i gmina we Francji, w regionie Nowa Akwitania, w departamencie Vienne.
Według danych na rok 1990 gminę zamieszkiwało 1915 osób, a gęstość zaludnienia wynosiła 31 osób/km² (wśród 1467 gmin regionu Poitou-Charentes Valdivienne plasuje się na 145. miejscu pod względem liczby ludności, natomiast pod względem powierzchni na miejscu 16.).